# Eledees
Eledees (エレビッツ, Erebittsu?), conocido fuera de Europa y Australia como Elebits, es un videojuego para la consola Wii de Nintendo. El jugador manipula objetos en el mundo con el fin de la caza de Elebits, usando el Wii controlador como un "arma de captura" similar a la de Zero Point Energy Field manipulador en Half-Life 2. Como la mayoría de los Elebits en un determinado nivel se ocultan dentro o debajo de los objetos, los jugadores deben interactuar con el medio ambiente para revelar estos ocultos Elebits. Con objetos seleccionados, los jugadores a su vez, tirar, y las olas la Wii Remote para realizar una variedad de actividades incluyenndo la apertura de una puerta (torciendo la puerta), la retirada de los cajones, encender una canilla, echando una variedad de temas, rompiendo jarrones contra la pared , Etc Traslado de la Wii Remote sin seleccioar un tema gira la cámara del jugador de opinión, mientras que el Nunchuk se utiliza para mover, pato, y estirar.
A medida que más Elebits son recogidos durante un determinado nivel, el área de la energía es restaurada gradualmente. Esto causa oscuro para convertirse en habitaciones bien iluminadas, y que es más importante, permite que diversos aparatos eléctricos a ser utilizados. Una vez que se dispone de suficiente potencia, los jugadores pueden activar estos aparatos, como computadoras, hornos microondas y eléctricos, automóviles de juguete, que a cambio la liberación de energía - Elebits. Potencia - Elebits, capturado cuando, poco a poco aumentar la fuerza de la "captura de pistola", lo que permite al jugador a levantar y desplazar objetos pesados. 
Algunos niveles de la característica del juego condiciones adicionales para la culminación exitosa. Estos incluyen una limitación de la cantidad de objetos rompibles puede ser quebrantada (es decir, un límite en la destrucción de la propiedad), y / o una limitación de la cantidad de ruido que el jugador puede hacer cuando interactúan con el medio ambiente. Desde Elebits sí mismos pueden causar objetos a mover o caída, los jugadores deben tener cuidado de que esto se tuviera en cuenta a la hora de vibrantes.
El estado de ánimo de los Elebits, indicó gráficos por encima de la cabeza, puede afectar la cantidad de vatios el jugador obtuvo cuando son capturados. Elebits que son felices o dormir vatios ganan más que los que están enojados o asustados.Especial poder de los artículos puede ayudar a domar el estado de ánimo de los Elebits, uno puede poner cerca Elebits para dormir, mientras que otro puede ayudar a atraer a Elebits hacia ella. Otros temporal de las nuevas empresas de energía están también disponibles que pueden aumentar el poder de la Capture Gun, todos amortiguar el sonido, o permitir automático de bloqueo - en la captura de Gun, entre otros efectos.
No todos los Elebits son capturados fácilmente.Algunos se mueven rápidamente o volar alrededor, mientras que otros tratan de atacar a los jugadores, que los daños Capture Gun. En algunos casos, un Elebit debe ser arrojada contra un objeto o golpear con un objeto como para aturdir. Si el Capture Gun toma demasiado daño, el nivel prematuramente termina en el fracaso.
Después de completar un nivel, los jugadores reciben una clasificación basada en el tiempo que se tardaba en obtener el número requerido de vatios de Elebits, la cantidad adicional de vatios de Elebits capturaron, la condición de la captura Gun, y cuando parte de los requisitos de nivel , ¿Cuántas veces el jugador hizo demasiado ruido, o cuando los objetos se rompieron.El logro de un alto rango permite a los jugadores utilizar los objetos de ese nivel en modo de edición.
Cada nivel también ofrece 3 rosa Elebits que están ocultos; la 3 ª rosa Elebit no se hará pública hasta que ciertas condiciones se han cumplido. Para cada uno de estos que son capturados, nuevos modos de juego para ese nivel se desbloquee.

## Modo de Edición
Uno de los modos en Elebits es "Edit Mode".En Edit Mode, los jugadores pueden crear sus propios etapas colocando distintos tipos de objetos y Elebits largo de cualquiera de las 29 etapas en el juego.Niveles sólo están disponibles en modo de edición, si previamente han sido completados en Story Mode. También se puede ajustar el juego cambiando la vatios necesarios para la conclusión, lo fuerte es la gravedad, o qué tipo de temas el jugador puede utilizar.El mobiliario y los objetos que se pueden utilizar en el modo Editar también depende de la terminación de Story Mode. El jugador debe tener por lo menos una "B" en una fase de clasificación antes de que él / ella puede usar la fase específica de los temas. 

## OnlineConectividad
Elebits utiliza Wii del servicio en línea, WiiConnect24. En solo jugador y el modo Editar, los jugadores pueden tomar capturas de pantalla y enviarlas a otras Wii consolas. Los jugadores pueden también enviar a los niveles que se creó en el modo Editar.

## Historia
La historia de los Elebits se basa en la historia de un joven llamado Kai que deben hacer frente a su aversión de Elebits para determinar por qué los Elebits están actuando extrañamente y provocando el caos.
Los Elebits son seres vivos que contienen una forma misteriosa de energía.Ellos han vivido en armonía con la gente durante mucho tiempo, y en los tiempos modernos, las misteriosas criaturas han sido la principal fuente de energía eléctrica para los seres humanos.Un día había una fuerte tormenta eléctrica en la casa de Kai ciudad.Todo el poder ha pasado por fuera, y normalmente la amistad Elebits han comenzado a funcionar de forma extraña también.El juego del personaje principal y protagonista es Kai, Kai, pero sus padres, ambos investigadores de Elebits, le han dejado en casa, ya que determinar la causa de la extraña actividades.Kai realmente quiere ver a su favorito de televisión, pero no puede debido a la falla de poder.Él decide que es el Elebits' culpa, y él tiene su Dad's Capture Gun.Con la captura de Gun, Kai para captar todos los votos de los Elebits en la casa.
Cuando Kai encabeza a la sala se encuentra el Mar Elebit (primer jefe de batalla).Después de la captura, que él encabeza y fuera de la cuenta de toda la ciudad no tiene el poder. Kai decide hacer un poco de exploración fuera para ver lo que está mal.Cuando Kai regresa dentro de él ve que no hay gravedad, incluso la Elebits son flotantes. Se supone que es el Elebits' culpa. Él va a seguir investigando y jefes en la ciudad donde se encuentra finalmente el cielo Elebit (segundo jefe de batalla), que tiene el poder de controlar la gravedad.
Poco después de la captura Kai Sky Elebit, avisos muchos Elebits partida para el parque de diversiones. Kai sigue en el parque para continuar su búsqueda de Elebits.Eventualmente, él hace su camino a un árbol de Navidad, como. La Tierra Elebit, que absorbe el ornamento, como elebits en el árbol, está ahí. Después de la captura de la Tierra Elebit (tercer jefe de batalla), Kai recibe una llamada telefónica de sus padres, y aprende la manera de aumentar el poder de su Capture Gun.
Kai va más profundo en el parque a la búsqueda de cualquier hecho los Elebits volverá loco.Kai finalmente descubre un nuevo Elebit forma, que los intentos de captura, pero lamentablemente se escapa y se hace cargo de las de tamaño completo en la unidad mecanizada parque de atracciones.Kai es capaz de usar el Capture Gun para desmantelar el robot y, por último, en condiciones de someter a los Elebit.En ese momento, los padres de Kai llegar, y su padre declara que la Elebit Kai sólo se combatieron uno nuevo formado por el rayo en el inicio del juego, ahora que es capturada, es muy mansos. Kai, ahora más de su temor de Elebits, mantiene la nueva Elebit como animal de compañía y felizmente vuelve a casa con su familia. 

## Recepción
De pruebas que el juego frente a los Pikmin y Katamari Damacy debido a la similitud de estilo de arte y diseño. IGN dio Elebits muchos elogios por su innovador sistema de juego, así como sus bellas ilustraciones, lo que le confiere una calificación de 8.3/10. GameSpot dio El juego un 7.5/10. En Metacritic, una revisión global del [sitio, Elebits se clasifica a 75/100, de señalización en general favorables revisiones críticas. La media de puntuación en Game Rankings como de principios de mayo de 2007 es 75.0%, un promedio de numerosas Web / revista críticos.
El juego ha recibido la CESA Japón Game Award 2006: Future Award.Asimismo, ha recibido el "Best Wii Acción Juego de 2006" "Wii Game Design con más innovador de 2006" y "Wii Game Con buen uso de la Wii Remote de 2006 "premios de IGN.